# Циборовский, Лукаш
Лукаш Циборовский (пол. Łukasz Cyborowski; род. 21 июня 1980, Легница) — польский шахматист, гроссмейстер (2003).
В составе национальной сборной участник 36-й Олимпиады в Кальвии.

## Изменения рейтинга
| Графики недоступны из-за технических проблем. См. информацию на Фабрикаторе и на mediawiki.org. |